# 張文貞 (1970年)
張文貞（1970年8月31日—），女，臺灣憲法與國際人權法學者，現任國立臺灣大學法律學系特聘教授、國立陽明交通大學科技法律研究所合聘教授，曾任國立交通大學科技法律學院院長。2024年曾獲中華民國總統賴清德提名為司法院大法官並為院長，然而因未通過立法院人事審查而未獲遴選。

## 生平
張文貞，1970年8月31日生於臺灣臺北，父母來自彰化，北上工作，家中還有兩位兄長:1。她的父親是福興鄉人，曾擔任警察，在她初中一年級時逝世；母親則來自芳苑鄉的王功。
張文貞高中就讀北一女中。1988年考入國立臺灣大學法律學系:1:2。大學時期，張文貞參加台大傳真社等社團，也參與社會運動，林子儀、葉俊榮等學者剛從美國留學返臺時，張文貞修讀不少他們開設的課程。1992年經由直升甄試管道，進入同校法律學研究所就讀:1。碩士班期間，曾擔任教授葉俊榮的研究助理，碩士論文指導教授也是葉俊榮:6。1995年研究所畢業後，先擔任司法院大法官翁岳生的助理近二年:1，其後在1997年赴美留學，就讀耶魯大學法學院，在1998年獲得法學碩士:2、2001年6月獲得法學博士學位:1。她的博士論文指導教授是布魯斯·阿克曼:6。
返國後任教於國立臺灣大學法律學系，2019年至2022年間借調擔任國立交通大學科技法律學院院長。曾接受司法院大法官指定，擔任同性婚姻釋憲案（釋字第748號解釋）、通姦罪釋憲案（釋字第791號解釋）的鑑定人，及在2024年8月初受憲法法庭指定，擔任國會職權修法釋憲案（113年度憲立字第1號等案）鑑定人，出具專家諮詢意見書。
2024年8月30日，中華民國總統賴清德宣布提名張文貞擔任司法院大法官並為院長，遭在野黨在立法院人事同意權案投票否決。

## 學術
張文貞的專長在憲法、國際人權法、行政法、環境法、法與社會分析。
張文貞留美期間，適逢美國憲法學引入國際人權法的論辯，受到啟發，因此涉獵憲法與國際人權法的匯流議題。

## 家庭
張文貞的配偶是臺中人，家庭環境與張文貞類似:3。